# Vichtis kommunkansli
Vichtis kommunkansli (finska: Vihdin kunnanvirasto) är ett kommunhus som ligger i Nummela, Vichtis, i landskapet Nyland i Finland. Byggnaden ritades år 1987 av arkitektbyrån Kosti Kuronen för elbolaget Vihdin Sähkö. Tidigare har kommunens kansli varit beläget i två olika byggnader i Vichtis kyrkby. Den första av dessa byggnader, Kuntala, uppfördes år 1911 och fungerade som det ursprungliga kommunhuset i Vichtis. År 1972 flyttades kommunens kansli till en ny byggnad i kyrkbyn.
År 2004 köpte Fortum elbolaget Vihdin Sähkö, vilket ledde till att bolagets fastighet i Nummela blev ledig. Därpå följde en flytt av kommunkansliet från kyrkbyn till Vihdin Sähkös tidigare byggnad, då kommunhuset i kyrkbyn befann sig i dåligt skick. År 2022 genomfördes en undersökning av inomhusluften på kommunkansliet, men inga problem hittades.